# Vilafranca de Lauragués
Vilafranca de Lauragués (en occità; en francès Villefranche-de-Lauragais) és un municipi francès situat al departament de l'Alta Garona, a la regió Occitània.